# Tetradactylus udzungwensis
Espèce
Statut de conservation UICN

 EN B1ab(iii)+2ab(iii) : En danger
Tetradactylus udzungwensis est une espèce de sauriens de la famille des Gerrhosauridae.

## Répartition
Cette espèce est endémique des monts Udzungwa en Tanzanie.

## Description
Cette espèce est ovipare.

## Étymologie
Son nom d'espèce, composé de udzungw[a] et du suffixe latin -ensis, « qui vit dans, qui habite », lui a été donné en référence au lieu de sa découverte.

## Publication originale
- Salvidio, Menegon, Sindaco & Moyer, 2004 : A new species of elongate seps from Udzungwa grasslands, southern Tanzania (Reptilia, Gerrhosauridae, Tetradactylus Merrem, 1820). Amphibia-Reptilia, vol. 25, n. 1, vol. 19-27.